# (38707) 2000 QK89
2000 QK89 (asteroide 38707) é um asteroide da cintura principal. Possui uma excentricidade de 0.11644330 e uma inclinação de 5.92699º.
Este asteroide foi descoberto no dia 25 de agosto de 2000 por LINEAR em Socorro.